# St. Markus (Distelhausen)

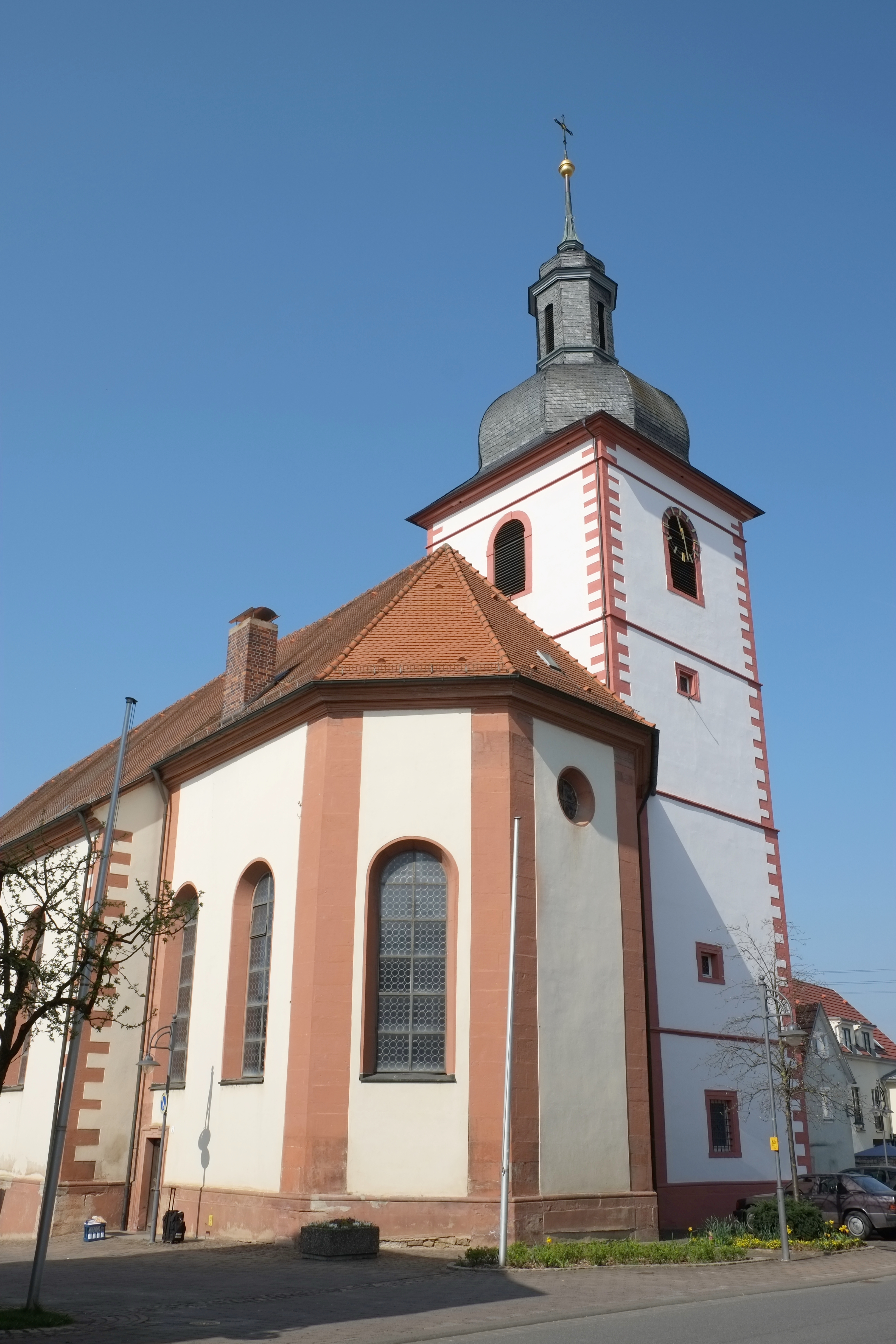
Kirche St. Markus

Die römisch-katholische Pfarrkirche St. Markus in Distelhausen, einem Stadtteil von Tauberbischofsheim im Main-Tauber-Kreis in Baden-Württemberg, wurde von 1731 bis 1738 wurde unter Aufsicht von Balthasar Neumann erbaut.

## Geschichte
Die erste Distelhäuser Dorfkirche, die überwiegend aus Holz gebaut war, fiel 1725 einem Brand durch einen Blitzeinschlag zum Opfer. An den Vorgängerbau erinnert ein mittelalterlicher Turm am Altarraum. Die Finanzierung der heutigen Kirche erfolgte durch das Würzburger Juliusspital, die Hofkammer zu Würzburg und den Deutschen Orden in Bad Mergentheim. Das Hauptportal des Neubaus zeigt die Jahreszahl des Baubeginns (1731). 1738 kam es zum Saalbau. 1750 wurde die Rokokoausstattung abgeschlossen, für die vor allem der Bildhauer Georg Adam Gutmann verantwortlich zeichnete.

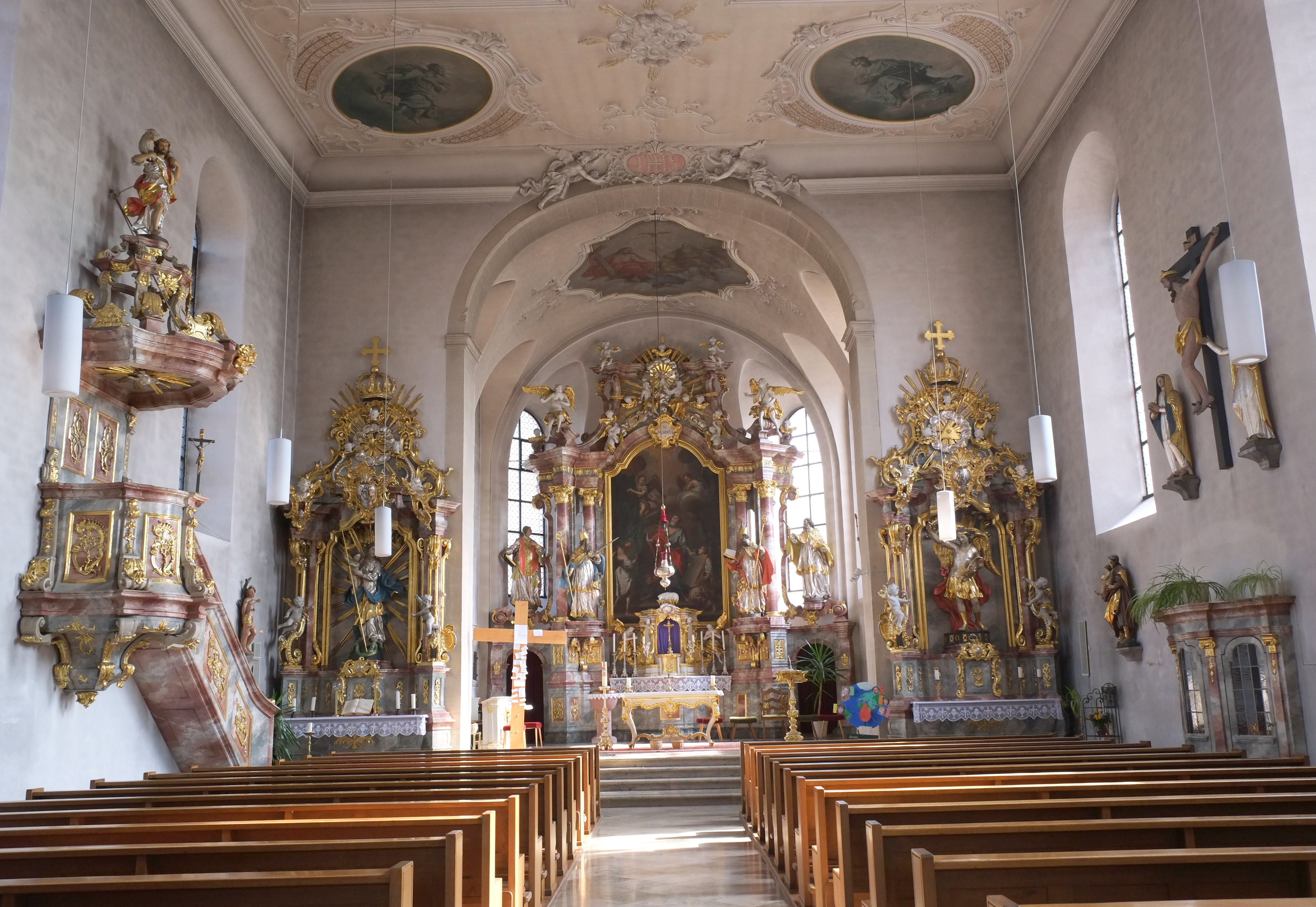
Inneres, Blick auf die Altäre

Die Markuskirche gehört zur Seelsorgeeinheit Tauberbischofsheim, die dem Dekanat Tauberbischofsheim des Erzbistums Freiburg zugeordnet ist.

## Ausstattung

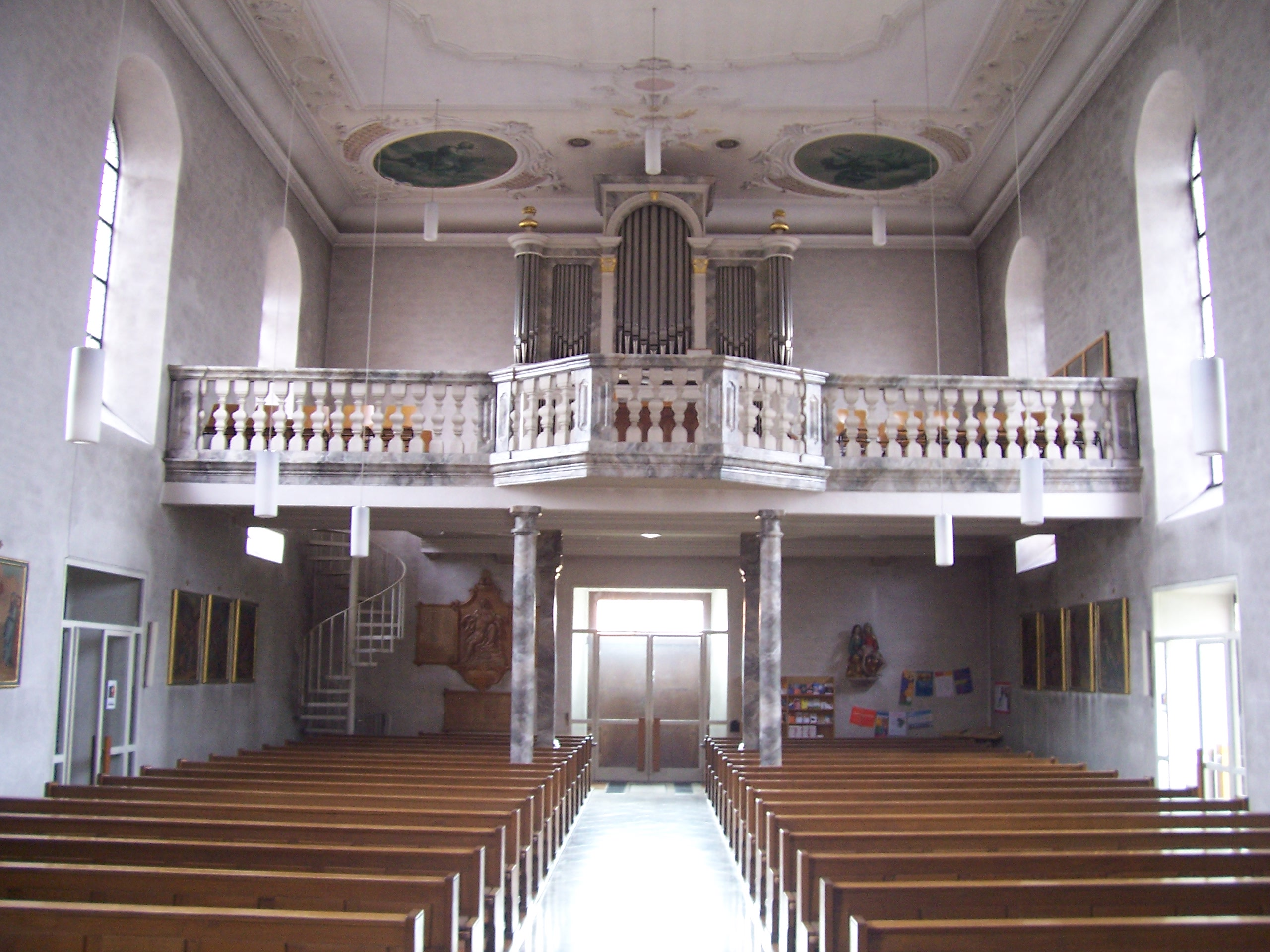
Empore mit Orgel

### Altäre und Skulpturen
Zur Kirchenausstattung zählen unter anderem Altäre von Benedikt Schlecht aus dem Jahre 1744 und Skulpturen einer spätgotischen Pietà und eines frühbarocken heiligen Wolfgang.

### Orgel
Die Orgel auf der Empore im hinteren Teil der Kirche mit 18 Registern auf zwei Manualen und Pedal und Kegelladen wurde 1878 in der Werkstatt von Louis Voit in Durlach gebaut. Der originale Orgelprospekt aus der Bauzeit mit Zinnpfeifen ist noch erhalten.

### Glocken
Die Pfarrkirche St. Markus verfügt über ein vierstimmiges Geläut der Glockengießerei Junker in Brilon aus dem Jahr 1951:
| Glocke | Gießer            | Gussjahr | Material     | Durchmesser | Gewicht | Schlagton |
| ------ | ----------------- | -------- | ------------ | ----------- | ------- | --------- |
| 1      | A. Junker, Brilon | 1951     | Sonderbronze | 1110 mm     | 742 kg  | f′+ 7     |
| 2      | A. Junker, Brilon | 1951     | Sonderbronze | 940 mm      | 459 kg  | as′+ 5    |
| 3      | A. Junker, Brilon | 1951     | Sonderbronze | 830 mm      | 321 kg  | b′+ 4     |
| 4      | A. Junker, Brilon | 1951     | Sonderbronze | 740 mm      | 240 kg  | c″+ 8     |

## Denkmalschutz
Die Markuskirche befindet sich in der Wolfgangstraße 2 (Flst.Nr. 0-142) und steht unter Denkmalschutz.